# His Brother's Keeper (film 1915 Kay-Bee)
His Brother's Keeper è un cortometraggio muto del 1915. Il nome del regista non viene riportato nei credit del film di cui non si conosce neppure la durata.

## Produzione
Il film fu prodotto dalla Kay-Bee Pictures.

## Distribuzione
Distribuito dalla Mutual, il film uscì nelle sale cinematografiche statunitensi il 26 marzo 1915.